# Personaggi di Angel Sanctuary
La pagina contiene una lista dei personaggi del manga Angel Sanctuary di Kaori Yuki.

## Personaggi principali

### Setsuna Mudo / Alexiel
Setsuna è una delle molte incarnazioni dell'angelo organico Alexiel e, in quanto tale, è destinato a condurre una vita di sofferenze e travagli. È da sempre innamorato di Sara, sua sorella minore, e l'unico a cui confida questo segreto è il compagno di scuola Sakuya Kira, suo senpai e migliore (nonché unico) amico. Setsuna ha buon cuore e uno spirito puro e coraggioso, ma è anche impulsivo e molto egoista e continuerà a pensare solo alla salvezza di Sara anche una volta accettata la propria identità di Salvatore nei panni di Alexiel; prenderà piena consapevolezza delle sue responsabilità solo in seguito alla cattura e successiva uccisione di Zafkiel, che si sacrifica per salvare il ragazzo dai soldati di Sevoftarta.

### Sara Mudo / Djibril (Arcangelo Gabriele)
Sara Mudo è la sorella minore di Setsuna. È una ragazza aperta e solare, ma è anche molto irascibile ed è ostinata quanto il fratello. Anche lei, come Setsuna, è in verità un angelo: è la reincarnazione dell'Arcangelo Gabriele, signora dei Cherubini ed elementale dell'Acqua, costretta in forma umana dalle macchinazioni del perfido angelo Sevoftarta, e svolge il ruolo di inconsapevole angelo custode di Setsuna. Ricambia i sentimenti di Setsuna e sacrifica la propria vita per proteggerlo dall'aggressione di un angelo al servizio di Rosiel; la sua anima verrà successivamente portata in Paradiso e Sara vivrà numerose esperienze che la porteranno a crescere interiormente, come accade al fratello.

### Sakuya Kira / Lucifero
Sakuya Kira è il senpai e migliore amico di Setsuna. Si tratta di uno spirito maligno che ha preso possesso del corpo del vero Sakuya Kira, in realtà deceduto, per stare accanto a Setsuna, che lui sa essere Alexiel. Kira ha seguito l'anima di Alexiel in tutte le sue precedenti incarnazioni; prima, era uno spirito che risiedeva nella spada di Alexiel (Nanatsusaya-no-mitama-no-tsurugi, o semplicemente Nanatsusaya), ma non ha memoria di chi fosse prima di esservi rinchiuso. In seguito ricorderà di essere nientemeno che Lucifero, Re dell'Inferno. Nella sua vita come Kira, Lucifero è un ragazzo ambiguo e molto ribelle che passa il proprio tempo a fumare e commettere atti di vandalismo; in realtà, si comporta così dietro esplicita richiesta dell'anima del vero Sakuya Kira, che lo ha pregato di essere una persona orribile in modo che il padre non si rattristasse per la sua morte, che sarebbe avvenuta nell'attimo in cui Lucifero avesse abbandonato il corpo di Kira.
Nei panni di Lucifero, era in origine l'angelo più bello e potente del Paradiso (dopo Rosiel) ed era anche il fratello gemello di Michael, l'Angelo del Fuoco. Dopo essere decaduto, diventando Re dell'Inferno, ha inscenato la propria cattura da parte delle forze angeliche per poter tornare in Paradiso e combattere al fianco di Alexiel; scoperto, fu rinchiuso da Dio all'interno di Nanatsusaya. Verrà in seguito rivelato che Lucifero era stato informato da Dio in persona del proprio destino di Re dell'Inferno; sconvolto, si era messo sulle tracce di Alexiel per eliminarla e stravolgere i piani di Dio, in modo da risparmiare a se stesso la propria condanna. Lucifero, però, si era innamorato di Alexiel in seguito alla scoperta che anche lei soffriva come lui a causa dei piani di Dio; così, aveva deciso di combattere al suo fianco, arrivando ad accettare di essere rinchiuso dentro Nanatsusaya pur di starle accanto.

### Yue Kato
Kato è un compagno di scuola di Kira e Setsuna e senpai di quest'ultimo, proprio come Kira. È un ragazzo molto problematico a causa della complicata relazione che ha con la propria famiglia, in particolare con il padre, e ha seri problemi di tossicodipendenza. Viene posseduto da Rosiel e ucciso, per liberarlo, da Setsuna (controllato da Alexiel). Setsuna lo incontra nell'aldilà durante la ricerca dell'anima di Sara e, nonostante in vita non fossero mai andati d'accordo, stringeranno in breve una bella amicizia. Setsuna riuscirà ad impedire all'anima di Kato di scomparire donandogli una piuma delle sue ali da angelo e Kato diventerà uno degli alleati più fedeli ed uno degli amici più cari di Setsuna (sebbene lo negherà in continuazione). Quando Kira tornerà ad essere Lucifero, Kato tenterà in tutti i modi di fargli ricordare la propria esistenza tra gli esseri umani. Muore definitivamente sacrificandosi per mantenere aperta la Porta del Paradiso e permettere a Setsuna di varcarla, lasciandogli come ricordo la lama infranta di Shiranui, una katana appartenuta in precedenza a Kira.

## Angeli

### Alexiel
Alexiel è un angelo donna, bellissima e molto potente, nata dalla parte positiva del potere di Adam Kadamon. Si è ribellata a Dio molti millenni prima dell'inizio della storia e come risultato è decaduta ed è stata condannata ad un ciclo di reincarnazioni sulla Terra. Viene da tutti descritta come una guerriera terribile, priva di qualunque emozione, ma in realtà ha un grande cuore e nutre un profondo affetto per Rosiel. Le ragioni della sua ribellione rimarranno misteriose fino alla fine della storia: lei stessa confesserà che il suo obbiettivo era eliminare il Creatore per salvare Rosiel dal destino a cui Dio lo aveva condannato. Alexiel, infatti, era a conoscenza dei piani di Dio, che l'aveva ricattata affinché non interferisse; Alexiel, per amore di Rosiel, si era dapprima sottomessa, ma poi, spronata da Lucifero (che era innamorato di lei e si trovava in una situazione molto simile alla sua), aveva deciso di ribellarsi. 
Alexiel possiede tre ali come il fratello (segno che entrambi sono nati da Adam Kadamon) e combatte usando una spada di nome Nanatsusaya, in cui è stata rinchiusa proprio l'anima di Lucifero.

### Rosiel
Rosiel è un angelo maschio, gemello di Alexiel, ed è nato dalla parte negativa del potere di Adam Kadamon. A differenza della sorella, è nato brutto e deforme e ha ottenuto le proprie stupende sembianze rubandole, letteralmente, ad Alexiel, spiegando l'estrema somiglianza tra loro (e con Setsuna). La consapevolezza del proprio vero, orrendo aspetto, è tuttavia causa di molti complessi per Rosiel, che emergeranno man mano che la sua pazzia peggiorerà. Il suo destino, deciso da Dio, è infatti di distruggere il Creato. Nato con una personalità buona e compassionevole, Rosiel impazzirà progressivamente man mano che il suo corpo si deteriora, cosa dovuta al fatto che non si tratta del suo corpo originale, bensì, di fatto, di quello della sorella Alexiel (spiegando la sua ossessione per lei). Rosiel è consapevole di tutto ciò: in un flashback egli prega Alexiel di eliminarlo quando la sua follia fosse divenuta incontrollabile. 
Rosiel è convinto che nessuno possa amarlo per quello che è a causa del suo vero aspetto ed è perciò abituato a controllare i suoi subordinati per mezzo dei suoi poteri; l'unico a provare un sincero affetto per lui, anche una volta scoperta la verità, sarà Catan. Rosiel, all'inizio della storia, è imprigionato in un limbo tra la Terra e il Paradiso: Alexiel lo aveva rinchiuso perché non aveva trovato il coraggio di ucciderlo.

### Adam Kadamon / Serafita
Adam Kadamon è un angelo dall'apparenza androgina e provvisto di sei ali. È l'angelo più potente dell'intero Creato (molti personaggi si riferiscono a lui come il primo e il migliore esperimento fatto da Dio) ed il solo, a parte Alexiel e Rosiel (suoi discendenti diretti), ad avere il potere di controllare il tempo. Si ribellò al Creatore quando questi decise di usarne il potere per distruggere l'umanità e riazzerare la Creazione e Adam Kadamon, per impedirlo, divise il proprio potere in una parte positiva (da cui sarebbe nata Alexiel) e in una negativa (da cui sarebbe nato Rosiel). Ciononostante, viene comunque imprigionato e torturato da Dio. Adam Kadamon è descritto come un angelo estremamente buono, saggio e compassionevole e agisce come una guida per Setsuna.

### Catan
Catan è un potente Cherubino, fedelissimo servitore di Rosiel, ma anche costantemente preoccupato per le sorti dell'umanità. Catan è in realtà un angelo creato dallo stesso Rosiel: centinaia di anni prima dell'inizio della storia, egli era un "Grighol", un angelo incorporeo di bassissimo rango, ma curiosamente dotato di capacità di pensiero (caso unico in tutta la sua categoria); Rosiel, che all'epoca era ancora buono, se ne accorse e gli donò un corpo per permettergli di vivere un'esistenza migliore. Catan libera Rosiel dal limbo in cui l'aveva rinchiuso Alexiel con l'obiettivo di riportare l'ordine in Paradiso, ma sarà costretto a sottostare alla volontà di Rosiel, che gli impone di risvegliare l'anima di Alexiel in Setsuna Mudo. Rimasto ucciso durante la distruzione di Tokyo, viene salvato da Rosiel, che gli infonde parte del proprio potere e riesce a riportarlo in vita, rendendolo però schiavo della sua volontà. Nel finale, Catan, tornato in sé, viene eliminato dallo stesso Rosiel, ormai completamente impazzito; la sua anima si unirà a quella di Rosiel in seguito alla morte di quest'ultimo per mano di Alexiel.

### Sevoftarta / Laila
È un misterioso angelo dal viso coperto che controlla il Paradiso fino al ritorno di Rosiel ed è consigliere del piccolo Metatron, che gli è molto affezionato, ma verso cui Sevoftarta appare piuttosto indifferente; viene talvolta indicato come un Serafino, ma in realtà appartiene ad una schiera molto inferiore, quella delle Dominazioni. La sua vera identità è quella di Laila, un angelo donna che un tempo lavorava assieme ad Anael alla creazione di Sandalphon. Un giorno, Laila fu vittima di una terribile violenza e fu salvata da un angelo innamorato di lei, di cui però non ricambiava il sentimento; gli aggressori di Laila furono processati e condannati e anche l'angelo che la salvò fu denunciato dietro richiesta della stessa Laila. Quest'ultima, traumatizzata, scelse di cambiare totalmente identità e di intraprendere una crociata per eliminare per sempre ogni corruzione e perversione dal Paradiso; assunse perciò l'identità di Sevoftarta, un angelo maschio caduto in battaglia, e in breve tempo riuscì ad assumere il potere in Paradiso. Come Sevoftarta, i suoi primi crimini sono stati togliere di mezzo Djibril e Anael, la prima perché consigliera di fiducia di Metatron e la seconda perché amante di Zafkiel, del quale la stessa Laila era innamorata. La sua vera identità viene scoperta da Uriel e rivelata a tutti nel corso del processo contro Sara Mudo; ormai privata di ogni potere, Laila viene imprigionata e messa incinta con la violenza da Sandalphon, che intende usare il bambino come corpo ove incarnarsi. Impazzita, Laila viene visitata dallo spirito dell'angelo che l'aveva salvata e che si rivela essere il Nidhog, una creatura al servizio di Uriel; pentita per tutto ciò che ha fatto, Laila si getta tra le sue braccia e muore precipitando dalla torre dov'era rinchiusa. Il suo spirito visiterà un'ultima volta Metatron, a cui in fondo era realmente affezionata, prima di passare nell'aldilà assieme al Nidhog.

### Metatron
Un piccolo Serafino che ricopre il ruolo di sovrano degli angeli in assenza di Rosiel, ma che in realtà è manipolato da Sevoftarta. Legatissimo a Djibril, si affezionerà molto anche a Sara, pur tuttavia sapere che lei è davvero Djibril. Metatron è apparentemente privo di ali e di poteri; in realtà, è il solo in grado di contrastare la forza del suo malvagio gemello, Sandalphon. Apparentemente ucciso da Lucifero per eliminare Sandalphon, la cui vita è legata alla sua, Metatron viene in seguito salvato e separato per sempre dal fratello, potendo così finalmente vivere una vita normale.

### Sandalphon
Gemello di Metatron, è incorporeo e trama per scalzare il fratellino e ottenere un corpo suo. Molto potente, tanto da poter competere senza difficoltà con Setsuna, è stato creato da Laila (ossia Sevoftarta), che lo tiene imprigionato nella mente di Metatron grazie ad una sorta di medicina che somministra regolarmente al bambino. Verrà assorbito da Rosiel (compromettendone definitivamente l'integrità mentale e fisica a causa del proprio grande potere) e in seguito definitivamente sconfitto da Sara, che annienterà l'ultimo residuo della mente di Sandalphon che si era impossessato di lei.

### Michael (Arcangelo Michele)
Michael è l'angelo elementale del Fuoco ed è il gemello di Lucifero. È anche il capo della schiera delle Potestà e principale responsabile delle forze militari celesti. Estremamente violento e irascibile, è particolarmente suscettibile a commenti sulla sua bassissima statura (meno di un metro e sessanta) e alla sua parentela con Lucifero; è anche il miglior amico di Raphael, nonostante siano completamente diversi. Dapprima avversario di Setsuna, si schiererà successivamente al suo fianco e riuscirà a riappacificarsi anche con Lucifero.

### Raphael (Arcangelo Raffaele)
Raphael è l'angelo della Guarigione ed elementale dell'Aria ed è in grado di resuscitare i morti. È anche il capo della schiera delle Virtù, di cui faceva parte anche Belial. Molto elegante e sofisticato, nonché sciupafemmine, comincia a cambiare atteggiamento dopo aver conosciuto Sara, la sola a rimanere del tutto indifferente al suo fascino; si infatuerà proprio di Sara, colpito dal carattere forte e indipendente della ragazza, ma alla fine capirà di essere innamorato in realtà di Barbiel, sua seconda in comando. È il miglior amico di Michael.

### Uriel (Arcangelo Uriele)
Uriel è l'angelo della Terra, della Morte e della Giustizia ed è l'autore della condanna di Alexiel, della quale era tuttavia innamorato; la cosa lo turbò tanto che si strappò con le sue stesse mani le corde vocali per non dover più condannare nessuno e si recò in esilio nell'Hades. Ritorna in Paradiso dopo aver incontrato Setsuna e si schiera al suo fianco nella guerra contro Sevoftarta e Rosiel. È anche un buon amico di Zafkiel.
Non è noto a quale schiera appartenga.

### Zafkiel
Zafkiel è il capo degli angeli della schiera dei Troni e, nonostante il carattere simpatico e poco professionale, è abile, spietato e molto determinato. Prima degli eventi narrati, era molto crudele e il suo passatempo principale consisteva nel cacciare e uccidere gli angeli di basso rango. Capeggia la ribellione contro lo strapotere di Sevoftarta ed è molto legato a Rasiel, suo secondo in comando e in verità suo figlio, avuto dalla relazione con la bella Anael. Zafkiel ha perduto la vista perché abbagliato da un'apparizione di Adam Kadamon; proprio l'apparizione del Serafita, tuttavia, lo ha spinto a cambiare. Si sacrifica per permettere a Setsuna di salvarsi dai soldati di Sevoftarta, il quale lo imprigiona e gli taglia le ali; muore ucciso da Rasiel, che vuole risparmiargli l'agonia di trasformarsi in un Ghoul (sorte di creature demoniache in cui si trasformano gli angeli che perdono le ali).

### Rasiel
Rasiel è un giovane angelo con una sensibilità fuori dal comune ed è molto legato a Zafkiel, ma ignora per lungo tempo di essere figlio suo e di Anael. Alla morte del padre, ne prenderà il posto al comando della ribellione. È molto ingenuo, puro e idealista, cosa che tende a metterlo spesso nei guai. Rasiel è un aiorn, ossia il figlio di due angeli (e non un angelo creato da Dio), ma, a differenza della quasi totalità degli angeli aiorn, che hanno caratteristiche fisiche molto particolari, Rasiel è indistinguibile da un angelo normale. Come molti aiorn, comunque, Rasiel ha poteri speciali.

### Kirie
È un angelo con le sembianze di una giovane ragazza, intelligente e molto testarda, e che non fa ancora parte di una schiera: lei stessa afferma di dover sostenere a breve l'esame per diventare un Arcangelo. È sinceramente innamorata di Rosiel, il solo ad essersi mostrato gentile con lei, e scende sulla Terra dietro suo ordine per eliminare Sara. Catan tenta inutilmente di avvisarla che Rosiel l'ha scelta solo perché Kirie non appartiene a nessuna schiera angelica e quindi è sacrificabile; alla fine, Kirie riesce a uccidere Sara, venendo però eliminata da Setsuna subito dopo. La sua anima verrà poi raccolta da Uriel nell'Hades e fatta reincarnare in Doll, la servitrice di Uriel.

### Anael
Anael era un angelo donna appartenente alla schiera delle Dominazioni. È stata l'amante di Zafkiel ed è la madre di Rasiel, a cui somiglia molto. Era anche grande amica di Laila, prima che questa scomparisse e riapparisse nei panni di Sevoftarta. Anael ha lavorato al progetto di creazione di Metatron e Sandalphon, ma in seguito, terrorizzata, ha abbandonato tutto e si è schierata con il neonato movimento di ribellione contro Sevoftarta; muore proprio per mano di Zafkiel, che viene costretto con l'inganno a eliminarla da Sevoftarta. Zafkiel rivedrà un'ultima volta lo spirito dell'amata prima di morire.

### Barbiel
Barbiel è la seconda in comando di Raphael e sembra l'unica capace di porre un freno agli atteggiamenti da libertino del suo superiore (almeno fino all'arrivo di Sara). Simpatica e sorridente, è tuttavia una combattente abile e letale; è sinceramente innamorata di Raphael, ma non si dichiarerà mai. Si sacrifica per proteggere Raphael da un attacco di Sandalphon (nel corpo di Sara) e viene riportata in vita poi dallo stesso Raphael, che si è ormai reso conto di ricambiare i suoi sentimenti.

### Moonril
È un angelo Grighol con le sembianze di un'ingenua ragazzina che si occupa di Sara durante la sua prigionia in Paradiso. Essendo un Grighol, non ha nome; è Sara a chiamarla "Moonril", prendendo spunto da un fiore con lo stesso nome che cresce nei prati del Paradiso.

## Demoni

### Cry
Cry è la principessa di Gehenna, il regno infernale più vicino alla Terra. È molto legata ad Alexiel perché quest'ultima, millenni prima, la salvò dall'attacco di alcuni angeli e l'aiutò a ricostruire Gehenna, distrutta dalle armate celesti; inizialmente sta alle calcagna di Setsuna Mudo soltanto perché interessata a lui in quanto reincarnazione di Alexiel, ma successivamente si renderà conto di amarlo per quello che è in questa vita. Come Setsuna e Sara, anche Cry maturerà molto nel corso della storia, cosa evidenziata dal suo progressivo abbandono dei suoi modi da maschiaccio e da un atteggiamento sempre più pacato, saggio e controllato.

### Arakune
Arakune è la cugina di Cry. È in realtà un travestito, anche se la cosa non sembra essere un segreto per nessuno, incluso Setsuna, che la smaschera al loro primo incontro e minaccia di "venderla ad uno squallido locale per gay". Sin dall'inizio si presenta come un personaggio abbastanza comico e suscettibile ai commenti sul proprio vero sesso, ma è in verità scaltra e molto furba. Più avanti nella storia si rivelerà essere in realtà il fratello maggiore di Cry e di cospirare, con la complicità del demone Belial, per usurpare il trono della sorellina; alla fine, tuttavia, si pentirà e aiuterà Setsuna a salvare Cry dai piani del Cappellaio Matto.

### Voice
È un vampiro con un'ala sola ed è il gemello di Noise. È innamorato di Cry.

### Noise
È una vampira con un'ala sola ed è sorella gemella di Voice.

### Belial (Cappellaio Matto)
Un potente demone molto ambiguo, ma fedelissimo subalterno (e probabilmente l'unico) di Lucifero. Non sembra avere un vero e proprio sesso, ma diversi personaggi si rivolgono a lei al femminile; Belial, nelle intenzioni di Dio, doveva svilupparsi effettivamente come angelo donna, ma interruppe volontariamente la propria trasformazione, preferendo piuttosto restare a metà strada tra i due sessi. Belial era in origine un angelo appartenente alla schiera di Raphael; fu sorpresa da quest'ultimo mentre seduceva un altro angelo e cacciata all'Inferno, dove diventò uno dei sette demoni maggiori (chiamati Satana). Prova una stima sincera nei confronti di Cry, sebbene non esiti ad usarla per i propri scopi.
Belial, in quanto Satana, personifica nella storia uno dei vizi capitali, nel suo caso la Superbia; ciononostante, il vizio a cui sembra essere maggiormente incline è la Lussuria (personificata tuttavia da un altro Satana, il conte Asmodeus). Belial stessa afferma che uno dei suoi principali passatempi durante la sua vita da angelo era sedurre i propri simili.

### Conte Asmodeus
Uno dei sette Satana, rappresenta la Lussuria. È un gentiluomo raffinato e decadente con il vizio di sedurre tutte le donne che incontra (incluso Setsuna, che lo incontra trovandosi nel corpo di Alexiel). Setsuna lo incontra durante il proprio viaggio all'Inferno per salvare Cry dai piani del Cappellaio Matto e Asmodeus accetta di aiutarlo, più che altro per infastidire Belial, dalla quale sembra però sinceramente innamorato.

### Duca Astaroth
Uno dei sette Satana, rappresenta l’Accidia. È estremamente crudele e sanguinario, oltre che mentalmente instabile, e passa il tempo a torturare le anime dannate nei modi più efferati. Ha una sorella gemella di nome Astarte, apparentemente amabile e gentile, ma in realtà folle quanto lui. La pazzia dei due fratelli sembra essere stata causata dal fatto che Dio, al momento di crearli, decise di fondere le loro coscienze in un unico corpo. Lucifero trovò il modo di separarli almeno in parte grazie ad un particolare incantesimo: quando prevale la personalità di Astaroth, quella di Astarte è sigillata in un serpente bianco, mentre quando è Astarte a prendere il sopravvento, la coscienza di Astaroth è rinchiusa in un serpente nero. Cry si imbatte in Astaroth e Astarte durante la prigionia nel regno di Lucifero; Astarte riesce a salvarla dalla follia di Astaroth, ma successivamente tenta lei stessa di uccidere Cry, svelandosi pazza quanto il fratello; Astarte viene impalata e uccisa dal demone Abadon, amico di Cry, ma prima di morire spezza l'incantesimo che la legava ad Astaroth, salvando il fratello.

### Barbero
Una dei sette Satana, rappresenta l’Ira. Prima di divenire un demone era un angelo donna di nome Bal e si occupava di Michael e Lucifero quando ancora questi risiedeva in Paradiso. Quando Lucifero si ribellò e Michael lo affrontò, Bal scelse di schierarsi con Lucifero, di cui era innamorata, e lo protesse da Michael. Lucifero la trasformò dunque in Barbero e la prese in moglie. Nonostante ciò, sembra che Barbero abbia avuto numerosi amanti, da cui sono nati diversi figli, tutti con le sembianze di mostruosi draghi. Secondo quanto affermato da Belial, anche Abadon sarebbe il frutto di una di queste relazioni. 
Barbero sembra conservare dei ricordi della propria vita da angelo, come prova la sua riluttanza ad affrontare Michael. Questi, ad ogni modo, non la riconosce ed è solo durante lo scontro alle porte del Paradiso che Lucifero svela la sua identità al fratello. Viene uccisa da Michael nel corso della battaglia davanti alla Porta del Paradiso.

### Belzebù
Uno dei sette Satana, rappresenta la Gola. Prima di decadere, era un Serafino ed è considerato uno dei Satana più potenti. Non compare nel manga, pur venendo menzionato da Belial.

### Mammon
Uno dei sette Satana, rappresenta l’Avarizia. Nel manga fa soltanto una breve apparizione.

### Leviathan
Uno dei sette Satana, rappresenta l’Invidia ed ha l'aspetto di un gigantesco drago. Non compare nel manga, pur venendo menzionato da Belial.

### Abadon
È un gigantesco demone dall'aspetto così spaventoso che chiunque vi posi lo sguardo muore all'istante. È considerato uno dei mostri più feroci e terribili dell'Inferno ed è tenuto rinchiuso sotto la responsabilità di Astaroth; in realtà, Abadon è una creatura gentile e pacifica che soffre molto per la solitudine a cui è costretto. Cry lo incontra per caso all'Inferno, riuscendo a sopravvivere alla vista del suo aspetto grazie ad uno degli orecchini di Setsuna, che porta sempre con sé e che contiene parte del potere di Lucifero, che la protegge. È uno dei molti figli di Lucifero e di Barbero, anche se, stando a quanto sostiene Belial, è più probabile che sia il frutto di una delle molte relazioni clandestine di Barbero. È affezionatissimo a Cry, che considera la sua "mamma" perché Cry, dovendo sposare Lucifero, è destinata a diventare la sua matrigna. Muore per proteggere Cry dal crollo del palazzo di Lucifero.

## Altri

### Nidhog
È un servitore di Uriel. Un tempo era un angelo che lavorava assieme a Laila, della quale era innamorato; fu ingiustamente accusato da lei stessa di averla stuprata e condannato al taglio delle ali. Dopo aver perduto le ali ed essere diventato un Ghoul, è stato trasformato da Uriel in una creatura simile ad un drago alato, con l'incarico di accompagnare e scortare Uriel durante le visite nell'Hades. Muore per lo sforzo di aver accompagnato Setsuna fino al confine tra l'Hades e il mondo dei vivi; prima di morire, affida a Setsuna una delle sue scaglie, in cui ha racchiuso parte delle proprie memorie, pregandolo di ritrovare Laila.

### Doll
È una servitrice di Uriel e si presenta come un'efficiente e leale cameriera. Si tratta in verità di una bambola che si muove con un banale meccanismo a molla e che è stata modellata da Uriel sulle sembianze di Sara. Uriel, per darle una personalità propria, le ha donato un'anima, che in verità è quella di Kirie; Doll, comunque, non ha memoria della propria vita precedente ed è felice al fianco di Uriel. 

### Dio
È il principale antagonista del manga ed è il creatore dell'intero universo. È in verità un'entità incorporea che si presenta con l'aspetto di un gigantesco computer; ha una mentalità assolutamente rigida e matematica, priva di qualunque sentimento, e non si preoccupa assolutamente per le sorti dell'umanità e della razza angelica, avendo orchestrato la Creazione soltanto per testare un'equazione che aveva ideato.
Viene sconfitto da Setsuna con l'aiuto di Rosiel e Lucifero e sigillato per l'eternità all'interno della coscienza di Adam Kadamon (non può infatti essere ucciso perché la sua morte comporterebbe anche la fine della Creazione).

## Doppiaggio
| Personaggio           | Doppiatore giapponese                     | Doppiatore inglese | Doppiatore italiano                               |
| --------------------- | ----------------------------------------- | ------------------ | ------------------------------------------------- |
| Setsuna Mudo          | Kenji Nojima                              | Scott Cargle       | Stefano Crescentini                               |
| Sara Mudo             | Ayako Kawasumi                            | Tara Jayne         | Letizia Scifoni                                   |
| Sakuya Kira           | Takehito Koyasu Fujiko Takimoto (bambino) | Vinnie Penna       | Massimiliano Manfredi Leonardo Graziano (bambino) |
| Yue Kato              | Yūji Ueda                                 | Tristan Goddard    | Max Alto                                          |
| Alexiel               | Ai Orikasa                                | Suzy Prue          | Cinzia De Carolis                                 |
| Rosiel                | Susumu Chiba                              | Crispin Freeman    | Roberto Chevalier                                 |
| Adam Kadamon/Serafita | Ryūsei Nakao                              | Edward Hajj        | Roberto Del Giudice                               |
| Catan                 | Shin'ichirō Miki                          | Jeffrey Gimble     | Francesco Bulckaen                                |
| Metatron              | Yuri Shiratori                            |                    | Ilaria Giorgino                                   |
| Cry                   | Yūko Miyamura                             | B. Simpson         | Ilaria Giorgino                                   |
| Arakune               | Mayumi Asano                              | P.M. Lewis         | Laura Latini                                      |
| Detective A           | Takeharu Onishi                           |                    | Riccardo Deodati                                  |
| Detective B           | Makoto Yasumura                           |                    | Gabriele Sabatini                                 |
| Yoji                  | Katsuya Shiga                             |                    | Davide Lepore                                     |
| Jade                  | Sakiko Ikeda                              |                    | Chiara Colizzi                                    |
| Alunno                | Jun Fukushima                             |                    | Leonardo Graziano                                 |
| Padre di Kira         | Nobuo Tobita                              |                    | Massimo Gentile                                   |